# You Remember Ellen
You Remember Ellen er en amerikansk stumfilm fra 1912 af Sidney Olcott.

## Medvirkende
- Gene Gauntier som Ellen
- Jack J. Clark som William
- Anna Clark
- Alice Hollister som Jane
- Arthur Donaldson